# 33. SS oružana konjička divizija
33. oružana konjička divizija SS-a (1. mađarska) ili izvorno: 33. Waffen-Kavalerie-Division der SS (1 hungarische) sastavljena je od dobrovoljaca iz Mađarske u prosincu 1944.
Nikada nije imala u svome sastavu viđe od jedne pukovnije, postojala je dok nije uklopljena u 26. oružanu grenadirsku diviziju SS-a, također zvanu 2. mađarska. U tu diviziju uklopljena je nakon što je bila skoro uništena u bitci za Budimpeštu.
Također tu je i dvojba da ova divizija nikada nije bila divizija, osim u imenu.
Redni broj 33. ponovno je iskorišten i dat Divizija Charlemagne.